# 아키모토 다카토모

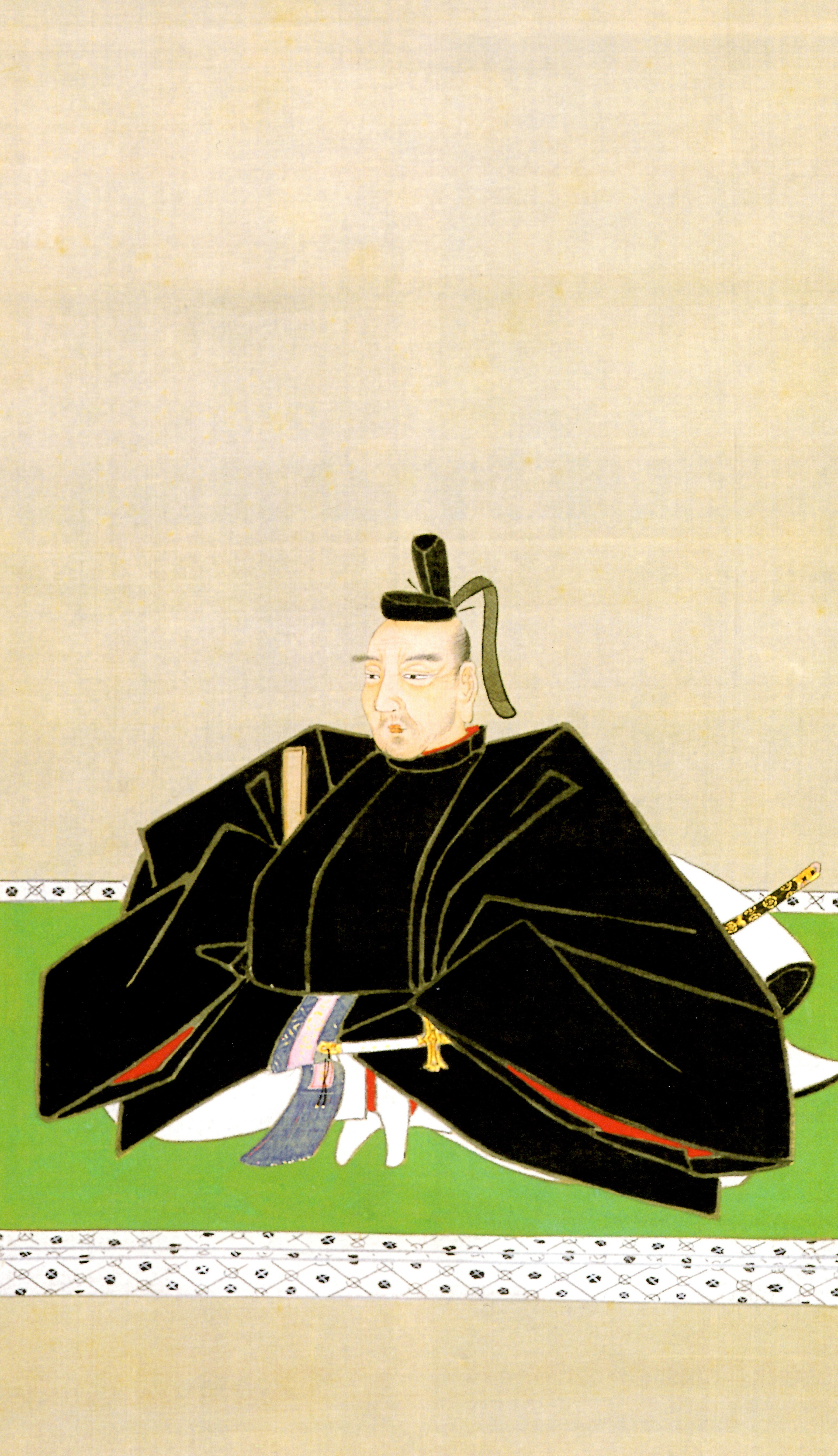
아키모토 다카토모

아키모토 다카토모(일본어: 秋元喬知, 1649년 ~ 1714년 9월 22일)는 에도 시대 전기부터 중기까지의 다이묘이다. 가이 야무라 번 제3대 번주, 무사시 가와고에번 초대 번주를 지냈다. 다테바야시번 아키모토가(川越藩秋元家) 제4대 당주.
친부는 다하라번주 도다 다다마사이며 친동생인 우쓰노미야 번주 도다 다다자네와 같이 에도 막부에서 노중을 맡았다.
| 전임 아키모토 도미토모 | 제3대 야무라 번 번주 (아키모토가) 1657년 ~ 1704년 | 후임 폐번 |

| 전임 야나기사와 요시야스 | 제1대 가와고에번 번주 (아키모토가) 1704년 ~ 1714년 | 후임 아키모토 다카후사 |